# Dean Ambrose
Jonathan Good (7 de desembre del 1985 a Cincinnati, Ohio) és un actor i lluitador de lluita lliure professional assignat a la marca Raw de la WWE i conegut amb el nom Dean Ambrose amb el qual respon en el ring i en el món de la lluita lliure. Conjuntament amb Roman Reigns

## Carrera
Jonathan Good va començar a lluitar en el circuit independent, organitzacions com la Heartland Wrestling Association amb la que va treballar de l'any 2004 fins al 2010, o la Insanity Pro Wrestling, Combat Zone Wrestling, Dragon Gate USA, etcètera, varen ser les seves predileccions principals alhora d'entrenar-se per lluitar oficialment a la WWE.
A finals de 2017 va patir una lesió que el mantindria fora del ring durant 8 mesos. Va tornar just abans de Summerslam 2018 per lluitar amb Seth Rollins contra Dolps Ziggler i Drew mcintyre.
Al mes de gener la WWE va anunciar que Ambrose deixaria l'empresa despues de Wrestlemania 35.

## Vida personal
Com a actor ha participat en un film titulat "Lockdown", publicada aquest mateix any.
Al març del 2015 es va confirmar una relació entre Dean i Renee Young, reportera de la WWE.
De petit, Good va ser un gran admirador de la lluita lliure professional. Després de fer els seus estudis a la Universitat, que no va acabar del tot, va començar a esforçar-se per ser un lluitador professional.
A vegades, Jonathan Good ha confessat haver tingut nombroses experiències parapsicològiques i paranormals, entre els quals destaquen comunicacions amb éssers no-humans i detecció de fantasmes a casa seva i altres llocs.

## Moviments a la lluita
- Elbow drop
- Double leg takedown
- Brutal clothesline
- Ropes clothesline
- Kick to the midsection & DDT
- Double underhook superplex
- Knee strike to the midsection
- Running crossbody
- Running front dropkick
- Snap DDT
- Snap elbowdrop
- Suicide dive
- Tornado DDT
- Superplex
- Occasional bulldog
- Occasional uppercut
- Body punches
- Ric Flair's chops (Woo!)

### Finishers
Aquests són els moviments finals i definitius d'un lluitador.
- Com Dean Ambrose
- Dirty Deeds (Headlock driver)
- Midnight Special (Over the shoulder back-to-belly piledriver)
- Com Jon Moxley
- Cutter
- Moxicity (Spinning side slam)
- One Hitter (Vertical suplex DDT)

## Campionats i assoliments
World Wrestling Entertainment/WWE
- WWE World Championship (2cops)
- WWE Intercontinental Championship (2 cops)
- WWE United States Championship (1 cop)
- Raw Tag Team Championship (1 cop) - amb Seth Rollins
- Money in the Bank (2016)
- Triple Crown Championship (nº27)
- Grand Slam Championship (nº16)